# Adelina Lopes Vieira
Adelina Amélia Lopes Vieira (Lisboa, 20 de setembre de 1850—Rio de Janeiro, 1922) fou una escriptora, contista i dramaturga brasilera.
Filla de Valentim José da Silveira Lopes, arribà al Brasil amb la seua família quan tenia una mica més d'un any de vida. Era germana de Júlia Lopes de Almeida (1862-1934); es casà amb António Arnaldo Vieira da Costa: empleat d'una finca. Treballà com a professora en la parròquia de l'Esperit Sant, i es dedicà extensament a l'escriptura de texts poètics, teatrals i infantils.

## Obres
- Margarides, poesies. Ed. Typografia da Acadèmia real das sciencias. Rio de Janeiro, 224 pàgs. 1879
- Pombal, poemari en quatre cants. Rio de Janeiro, 1882
- Destino. Ed. Laemmert. 330 pàgs. 1900
- A virgem de Murilo
- As duas dores
- Expiação
- Contos infantis (en col·laboració amb Júlia Lopes de Almeida). Ed. Livraria F. Alves. 182 pàgs. 1927
- A terrina
- Dom Quixote en línia
- Chuva e sol en línia
- Meiguice en línia
- Não se perde nada à mesa en línia
- O ramo verde en línia
- A lancha negra (sonet)